# Cheese
Cheese — программа для работы с веб-камерой в стиле Apple Photo Booth. С версии 2.22 входит в официальную часть среды GNOME. В основном делает фотографии пользователя, например, для аватары в Интернете. Позволяет применять различные эффекты к видео и фотографиям через GStreamer. Доступны также экспорт в Flickr, загрузка в F-Spot и установка фотографий в качестве изображения учётной записи.
Написана Дэниелом Сигелом (англ. Daniel G. Siegel) на Google Summer of Code в 2007 году и опубликована под лицензией GNU GPL.

## Функции

### Общие настройки
- Оптическое разрешение, измеряемое в пикселях.
- Яркость, контраст, насыщенность, оттенок.
- Эффекты изображений: «Лиловость», «Чёрное и белое», «Насыщенность» (цвета), «Зомби» (в тонах зелёного цвета), «С ног на голову» (вертикальное отражение), «Зеркало» (горизонтальное отражение), «Психоделия», «Головокружение» (смазанность), «Границы», «Кусочки» (мозаика), «Искривление» и др.
- Эффект зомби

### Фотографирование
- Формат изображения — JPEG
- Серийная фотосъёмка — от 3-х до 1000 кадров подряд с интервалом 1—1000 секунд.
- Таймер на 3 секунды.

### Видеосъёмка
- Параметры видео:
  - Видеокодек — Theora.
  - Значение битрейта (Кбит/c) — различное, устанавливается автоматически.
  - Формат видео (медиаконтейнер) — OGV.
  - Частота кадров в секунду — 30.

#### Звук
- Параметры аудио:
  - Аудиоформат — Vorbis (OGG)
  - Частота дискретизации — 44100 Гц.
  - Значение битрейта — 80 Кбит/c.
  - Количество каналов — 1 (моно)[3].

### Интерфейс
- Окно стандартных размеров и широкоформатное.
- Полноэкранный режим.

## Используемые программные компоненты
- GNOME
- GStreamer
- Video4Linux (V4L или V4L2)
- Clutter[4]